# 인도이란어파

현대의 인도유럽어족 언어들의 분포도. 푸른색이 인도이란어파에 해당한다.

인도이란어파(Indo-Iranian languages) 또는 아리아어파(Aryan languages)는 인도유럽어족의 주요 어파 중 하나로, 주로 서아시아와 남아시아에 걸쳐 분포한다. 오늘날 총 사용인구는 17억 명에 이른다.
인도이란어는 남아시아 지역에서 사용되는 인도유럽어족 언어들이 이루는 언어적 스펙트럼으로, 크게 인도 아대륙의 인도아리아어군과 이란 고원의 이란어군으로 양분된다. 나중에 두 지역의 교차점에 위치한 누리스탄의 고립된 지역에 누리스탄어군이라는 독자적 분파가 존재한다는 사실이 밝혀졌다. 이 계통의 언어를 사용하는 많은 민족은 "아리아인"이라는 자칭을 공통적으로 가지고 있었다.

## 분류
크게 세 갈래로 분류된다.
- 이란어군
  - 페르시아어, 파슈툰어, 쿠르드어, 발루치어 등.
- 인도-아리아어군
  - 힌디-우르두어, 벵골어, 펀자브어, 마라티어, 구자라트어, 싱할라어, 네팔어 등
- 누리스탄어군